# دولورس هارت
دولورس هارت (انگلیسی: Dolores Hart؛ زادهٔ ۲۰ اکتبر ۱۹۳۸) یک هنرپیشه سابق و قدیس مسیحی و راهبه کلیسای کاتولیک بندیکت اهل ایالات متحده آمریکا است. او که با الویس پرسلی معروف در فیلم بازی می‌کرد ناگهان در سال ۱۹۶۳ همگان را با ترک بازیگری و هالیوود شگفت زده کرد و گفت که به‌جای پیروی از شاه راک که لقب الویس پرسلی لست، ترجیح می‌دهد که شاه شاهان یعنی عیسی مسیح را پیروی کند و اینچنین بود که راهبه شد و به خدمت خداوند و جامعه خود پرداخت.
او در فیلم شاه کروئل بازی کرده‌است.